# Número de Heegner
Na teoria dos números, um número de Heegner é um inteiro positivo livre de quadrados d de tal forma que o imaginário campo quadrático Q(√−d) tem o número da classe {\displaystyle 1}. Equivalentemente, seu anel de inteiros tem fatoração única.